# Sociedad Partenón Literario

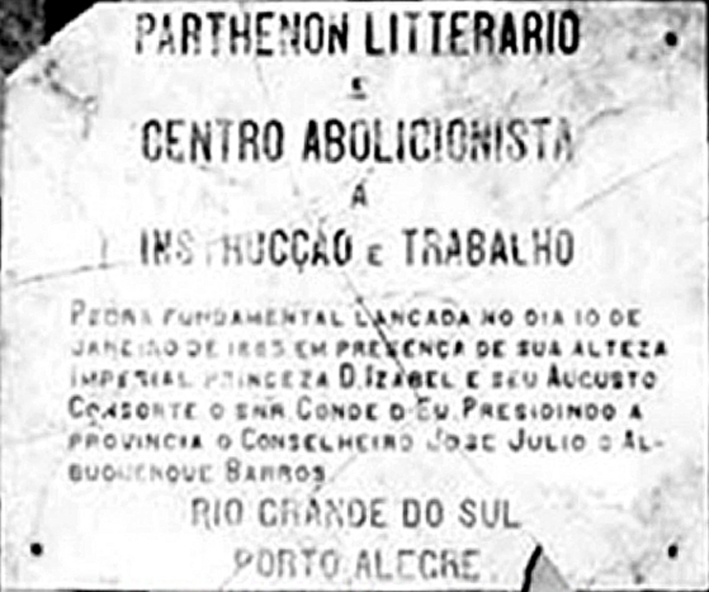
Piedra fundamental de la proyectada sede de 1885, que nunca fue construida.

La Sociedad Partenón Literario (Sociedade Parthenon Literario) fue una asociación literaria brasileña creada en 1868, que se convirtió en la principal agremiación cultural de Río Grande del Sur del siglo XIX. Fue la sociedad que efectivamente formó y consolidó un sistema literario en el estado. Sus dos fundadores principales fueron Antônio Vale Caldre Fião y Apolinário Porto-Alegre. Sus actividades se extendieron hasta 1885 y se disolvió formalmente en 1925. En 1997 se fundó una sociedad con el mismo nombre, con el objetivo de continuar con los postulados de la sociedad original.

## Historia
La Sociedade Parthenon Literario fue creada en Porto Alegre el 18 de junio de 1868, en un contexto de efervescencia social y política en Brasil, con la guerra de la Triple Alianza en pleno desarrollo, el ascenso de las ideas republicanas y el fortalecimiento del movimiento abolicionista.
Las dos figuras centrales en el proceso de creación de la sociedad fueron el médico y escritor Antônio Vale Caldre Fião, escritor ya reconocido que fue elegido presidente honorario, y el escritor y educador Apolinário Porto-Alegre. Contó con colaboradores en todo Río Grande del Sur, por lo que promovió un intercambio cultural que fortaleció a la intelectualidad riograndense y permitió la difusión de informaciones, ideas, libros, periódicos y publicaciones propias entre sus miembros, en particular con los residentes de las zonas más aisladas de la entonces provincia. Además de la divulgación literaria, contribuyó a expandir la formación y el conocimiento de la cultura gaúcha, ofreció cursos nocturnos para adultos, creó una biblioteca con las más importantes obras de filosofía, historia y literatura y un museo con secciones de mineralogía, arqueología, numismática y zoología. Las clases noturnas fueron una de las actividades más duraderas y permanecieron hasta 1884, cuando fueron suspendidas debido a dificultades financieras y a la falta de un local para albergarlas.
La sociedad participó de campañas abolicionistas, recolectando fondos para la liberación de esclavos y realizando saraus poético-musicales en los que se procedía a la alforria de esclavos. También defendía los ideales republicanos y promovía debates sobre temas polémicos como la revolución Farroupilha, el casamiento, la pena de muerte y el feminismo.
A lo largo de su existencia funcionó en varios locales, sin haber tenido nunca sede propia. En noviembre de 1873, con la presencia del presidente provincial João Pedro Carvalho de Morais y el obispo de Porto Alegre, se realizó una ceremonia con la intención de fundar un espacio propio en una zona en ese entonces alejada del centro de la ciudad. Ese proyecto dio nombre a uno de los actuales barrios de Porto Alegre, Partenon, y la sede se ubicó en el terreno donde se construyó la iglesia de Santo António de Lisboa. El 10 de enero de 1885 se realizó otro intento, con la presencia de la Princesa Isabel y del conde de Eu, colocándose la piedra fundamental de un edificio que estaría localizado en la calle Riachuelo.
El Partenón Literario precedió en 30 años a la Academia Brasileña de Letras. Uno de sus legados más importantes fue la edición de numerosas obras literarias, en formato de libro o en Revista Literária una publicación propia. Esta revista circuló durante diez años sin interrupción y su contenido incluía críticas literarias, biografías, comentarios, editoriales, estudios sobre la historia y la cultura gaúchas, discursos pronunciados en ámbitos de las sociedad, cuentos, obras teatrales, novelas por entregas y poesías.
Entre los miembros más importantes de la sociedad estuvieron: Apolinário José Gomes Porto-Alegre y sus hermanos Apeles y Aquiles, Afonso Luís Marques, Alberto Coelho da Cunha (Vítor Valpírio), Antônio Vale Caldre Fião, Argemiro Galvão, Augusto Rodrigues Tota, Aurélio Veríssimo de Bittencourt, Bernardo Taveira Júnior, Bibiano Francisco de Almeida, Carlos von Koseritz, Francisco Antunes Ferreira da Luz, Francisco Isidoro de Sá Brito, Hilário Ribeiro, Inácio de Vasconcelos Ferreira, José Bernardino dos Santos, João Damasceno Vieira Fernandes, José Carlos de Sousa Lobo, Lobo da Costa, Múcio Scevola Lopes Teixeira, entre otros. Entre las mujeres se destacaron Luciana de Abreu, la primera mujer brasileña en subir a una tribuna para hablar en público, Luísa de Azambuja, Amália dos Passos Figueroa y Revocata Heloísa de Melo.
La disolución formal de la sociedad fue en 1925 y su último acto fue la donación del terreno que había obtenido para la construcción de su sede. De hecho ya había dejado de funcionar en 1885 cuando paralizó sus trabajos asociativos.

## Publicaciones
Dando continuidad a la tarea iniciada por las predecesoras O Guaíba (1856) y Arcádia (1867), el Partenón Literario publicó Revista Mensal entre marzo de 1869 y septiembre de 1879, con algunas interrupciones. La revista amplió el campo de actuación de la prensa literaria del sur de Brasil y promovió la descentralización y unificación de la literatura gaúcha. Con la publicación de cuentos, novelas, poesías y otras producciones literarias ayudó a divulgar la obra de varios autores que se transformarían en los grandes mentores intelectuales del estado.
En diciembre de 1869 se produjo una interrupción temporal en la publicación de la Revista Mensal, que habría sido la causa del origen de la revista Murmúrios do Guaíba, de similar estructura y de efímera duración.

## Recreación y actividades
Después de 112 años, en 1997 se fundó una sociedad con el mismo nombre, a partir de un grupo de intelectuales interesados en continuar los postulados de los fundadores de la sociedad original en 1868.
Al igual que los miembros de la antigua sociedad, los actuales no están sujetos a ningún tipo específico de literatura u otra expresión artística. Entre sus miembros figuran juristas, poetas, narradores, artistas plásticos, periodistas, músicos y actores.
La entidad cuenta con seis publicaciones, además de la tradicional Revista do Partenon Literário (publicada en formato libro). Las colecciones se llaman: Autores Reunidos, Prata da Casa, Nossas Letras, Letras Jurídicas, Palestras do Partenon y Arquivo e História.
La antología literaria Genesis se constituyó en el primer volumen de la colección Autores Reunidos, y prácticamente se agotó en su lanzamiento de noviembre de 2003.
En 2003 se conmemoraron los 135 años de la sociedad con una exposición de contenido literario, histórico y fotográfico en la Cámara Municipal de Porto Alegre. La muestra tuvo como objetivo la divulgación de la trayectoria de la entidad.